# Lesnoj (oblast Kaliningrad)

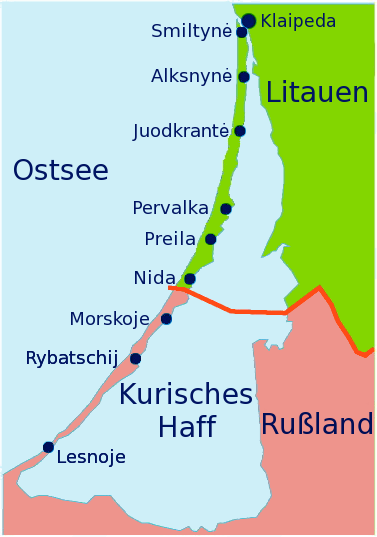
De plaatsen op de Koerse Schoorwal

Lesnoj (Лесной) is een dorp op het Russische gedeelte van de Koerse Schoorwal. Dit deel van de landtong maakt deel uit van de oblast Kaliningrad. De plaats ligt in de rajon Zelenogradsk. Het dorp telde 425 inwoners in 2010. De naam betekent ‘(Dorp) in het bos’. De plaats ligt 12 kilometer verwijderd van Zelenogradsk, de hoofdplaats van de rajon. Ten noorden van Lesnoj ligt Rybatsji, op 22 kilometer afstand.
Lesnoj ligt net ten zuiden van de plaats waar de schoorwal het smalst is: slechts 350 meter breed. Op deze plaats heeft al diverse malen een doorbraak gedreigd tussen de Oostzee en het Koerse Haf. In 1497, 1673 en 1983 was de dreiging het grootst. Bij het herstel van de schade van 1983 werd een dijk aangelegd, waarover de doorgaande weg over de schoorwal werd gevoerd.
Lesnoj is de enige plaats op de Koerse Schoorwal die zich uitstrekt van het haf tot aan de Oostzee. Alle andere plaatsen liggen aan de kant van het haf.
De plaats behoorde tot 1945 tot Duitsland; tot in 1946 heette het dorp Sarkau. In het Oudpruisisch heette het Sarkaw, in het Litouws Šarkuva.

## Geschiedenis
De Pruisische naam betekent ‘ekster’. In de omgeving van Sarkau kwamen veel kraaiachtige vogels voor. De bewoners vingen kraaien in netten en doodden ze door ze de nek door te bijten, een vrijwel pijnloze manier van afmaken overigens. De bijnaam voor de bewoners van Sarkau was dan ook Krajebieter, ‘kraaienbijters’. De kraaien werden gegeten, maar ook onder de naam Nehrungstauben, ‘schoorwalduiven’, verkocht aan mensen in de omringende plaatsen, tot in Koningsbergen toe.
Blijkens een oud document stond in 1408 anderhalve kilometer ten noorden van het huidige Lesnoj een herberg. Rond de herberg bouwden Nieuw-Koers sprekende vissers hun huisjes. Sommige vissers hielden ook vee op de weilanden rond het dorp. Ook werd er landbouw bedreven. In 1568/69 kwam er een tweede herberg bij. Vanwege de gunstige ligging aan de weg van Koningsbergen naar Memel (Klaipėda) en de vruchtbare bodem was het oude Sarkau een welvarend dorp. Het Nieuw-Koers als omgangstaal verdween in de 18e eeuw vrijwel geheel, ten gunste van het Samlands, een Nederduits dialect. Rond 1900 konden nog maar zes mensen redelijk Nieuw-Koers verstaan.
Dankzij het kappen van bossen rond de nederzetting kreeg het oude Sarkau last van stuifzand van de duinen in de buurt. De weilanden werden onbruikbaar. Op last van de Pruisische autoriteiten werd het dorp in 1715 afgebroken en anderhalve kilometer ten zuiden van de oorspronkelijke plaats opnieuw opgebouwd. Het probleem van het stuifzand werd echter pas in de 19e eeuw door herbebossing opgelost.
Het stuifzand maakte een einde aan de welvaart in het dorp. In 1792 stonden de autoriteiten de vissers van het verarmde dorp toe in het hele Koerse Haf te vissen. In alle andere dorpen op de schoorwal kregen de vissers een eigen gebied toegewezen, waarbuiten ze niet mochten vissen. Dat leverde nogal wat conflicten op tussen de vissers van Sarkau en hun collega’s in de andere dorpen rond het Haf. De specialiteit van Sarkau (die de inwoners ook verkochten aan de bewoners van andere plaatsen) was gerookte bot. Na de opkomst van het toerisme rond 1870 gaven de vissers hun ‘nomadische’ gedrag op. Toeristen zorgden voor inkomsten in de eigen omgeving. Een groot deel van de houten vissershuizen is nog steeds intact.
Het dorp had al vroeg een houten (lutherse) kerk, die in 1715 mee verhuisde naar het nieuwe dorp. In 1901 werd ze vervangen door een kerk van baksteen. De kerk werd in de Tweede Wereldoorlog zwaar beschadigd; het restant is in 1965 afgebroken.
Tot 1939 viel Sarkau onder de Pruisische Kreis Fischhausen (het huidige Primorsk). In 1939 werden de Kreise Fischhausen en Königsberg-Land samengevoegd tot de Kreis Samland. In deze tijd was het inwoneraantal van Sarkau hoger dan nu. In 1939 had het dorp 705 inwoners.
In januari 1945, op het eind van de Tweede Wereldoorlog, rukte het Rode Leger over de Koerse Schoorwal Oost-Pruisen binnen. Sarkau werd toegewezen aan de Russische Socialistische Federatieve Sovjetrepubliek en kreeg in 1946 zijn huidige naam Lesnoj. De meeste inwoners vluchtten voor het Rode Leger uit naar Duitsland. Zij werden vervangen door inwoners van de Sovjet-Unie, in meerderheid Russen.
Tot 2005 viel Lesnoj met Rybatsji en Morskoje onder de Dorpssovjet Rybatsji. Tussen 2005 en 2016 heette het gebied Landgemeente Koerse Schoorwal. Sinds 1 januari 2016 valt het Russische deel van de Koerse Schoorwal rechtstreeks onder het districtsbestuur van Zelenogradsk.

## De omgeving
7 km ten zuiden van Lesnoj ligt de ingang van het Nationale Park Koerse Schoorwal (Национальный парк Куршская коса, Natsionalnyj park Kursjskaja kosa), dat het Russische deel van de schoorwal omvat. Automobilisten moeten hier toegangsgeld betalen; voor fietsers en wandelaars is de toegang gratis.
2 km ten noorden van het dorp ligt het Schoorwalmuseum, gewijd aan de geschiedenis van de landtong en de manier waarop men het natuurgebied in stand houdt. Het gebouw was vroeger een vakantieoord voor de Nomenklatoera van de Sovjet-Unie.
Lesnoj is populair bij (vooral Russische) toeristen. Het dorp heeft twee hotels en ook appartementen en vakantiehuisjes.

## Foto’s

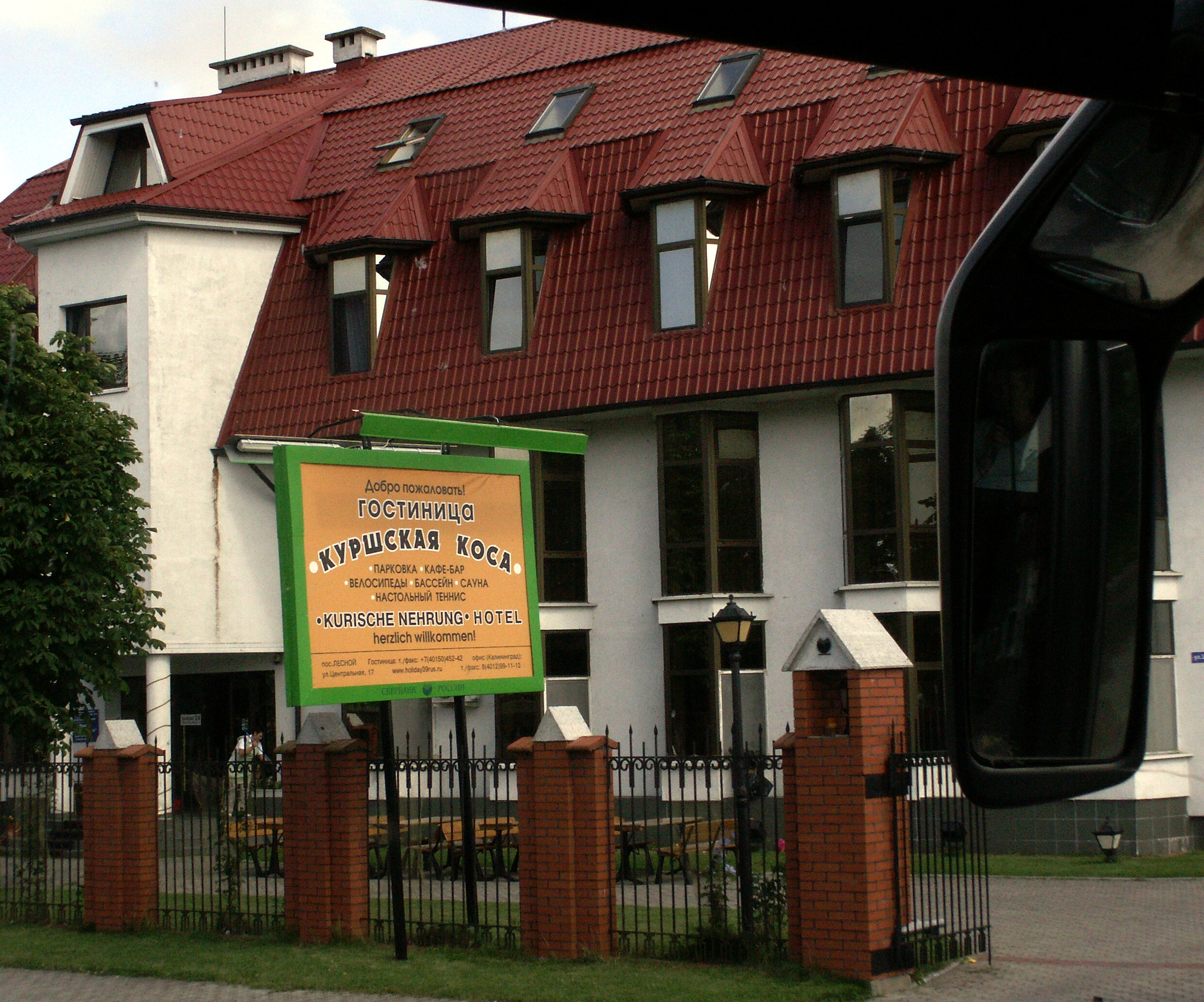
Hotel Koerse Schoorwal
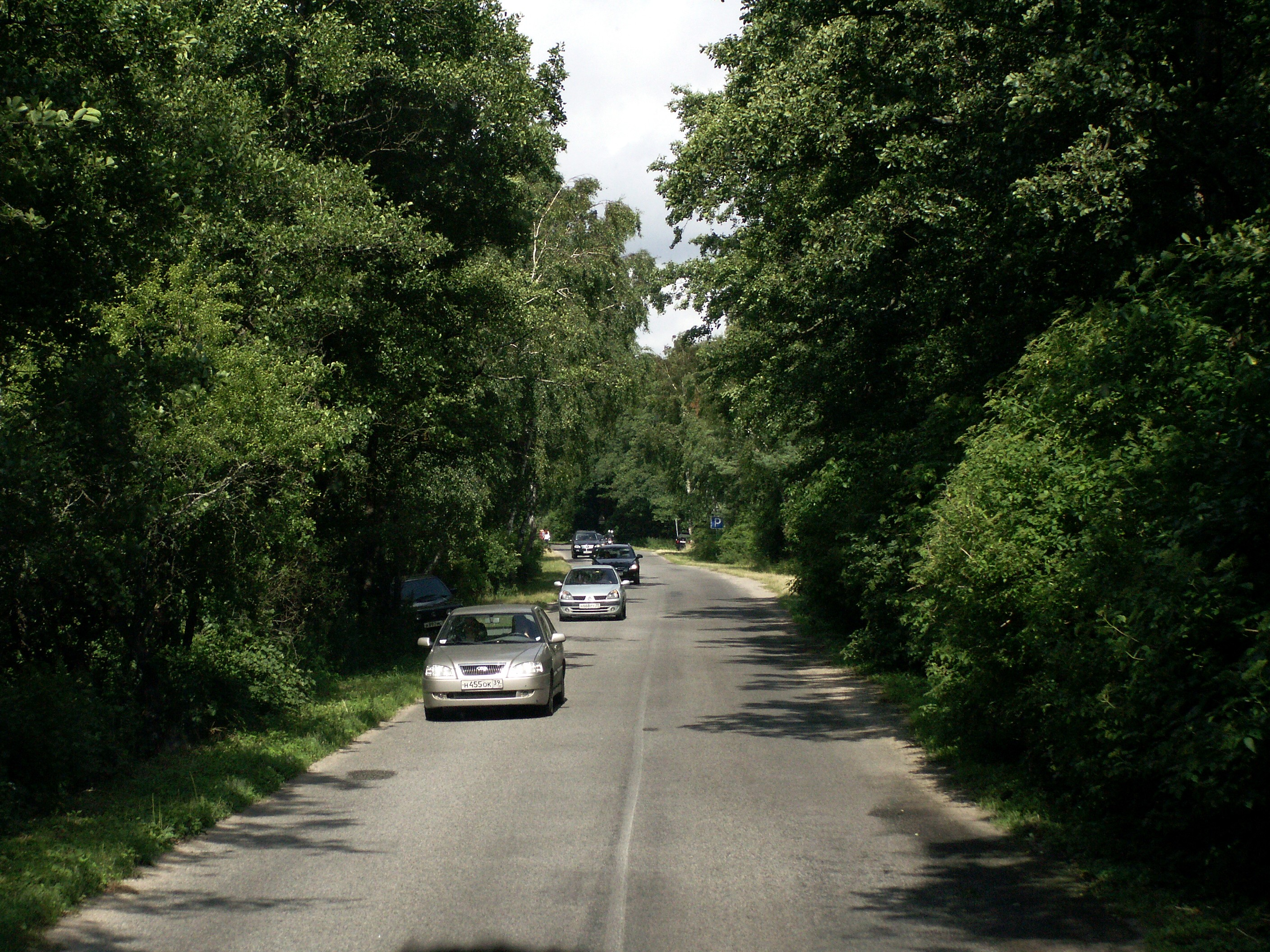
De enige doorgaande weg op de Koerse Schoorwal
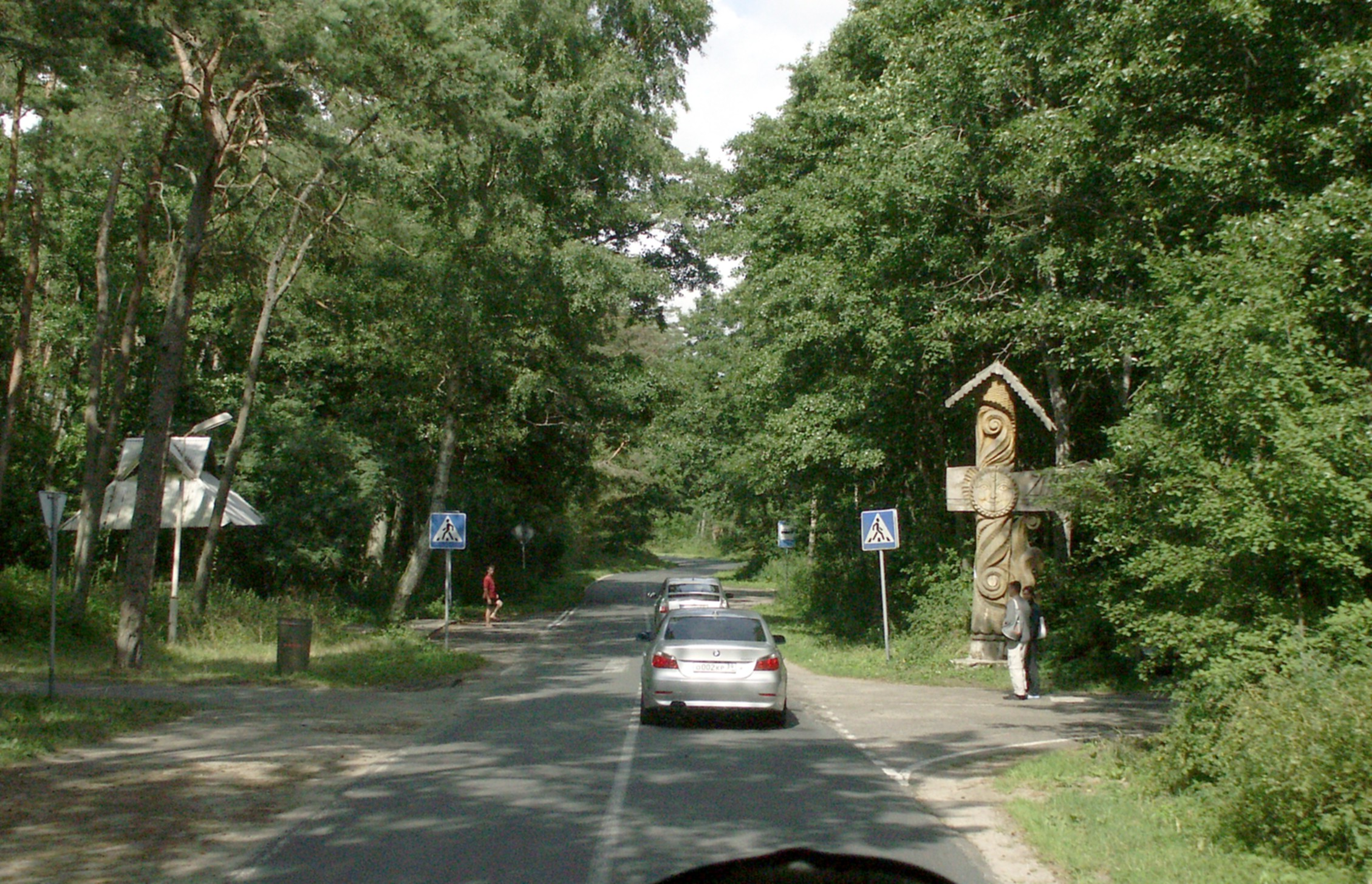
Houten sculptuur langs de weg

Litouwse deel: Smiltynė · Alksnynė · Juodkrantė · Pervalka · Preila · Nida

Russische deel: Morskoje · Rybatsji · Lesnoj